# Frederik Ruppert
Frederik Ruppert (19 de febrero de 1997) es un deportista de Alemania que compite en atletismo. Ganó una medalla de oro en el Campeonato Europeo de Atletismo Sub-23 de 2019, en la prueba de 3000 m obstáculos.